# Hrabia Derby

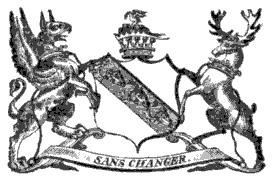
Godło hrabiów Derby

## Informacje ogólne
- Dodatkowymi tytułami hrabiego Derby są:
  - baron Stanley
  - baron Stanley of Preston
- Najstarszy syn hrabiego Derby nosi tytuł lorda Stanley
- Rodowymi siedzibami hrabiów Derby są Knowsley Hall i Greenhalgh Castle

Hrabiowie Derby 1. kreacji (parostwo Anglii)
- 1138–1139: Robert de Ferrers (1. hrabia Derby)
- 1139–1162: Robert de Ferrers (2. hrabia Derby)
- 1162–1190: William de Ferrers (3. hrabia Derby)
- 1190–1247: William de Ferrers (4. hrabia Derby)
- 1247–1254: William de Ferrers (5. hrabia Derby)
- 1254–1279: Robert de Ferrers (6. hrabia Derby)

Hrabiowie Derby 2. kreacji (parostwo Anglii)
- 1337–1361: Henry Grosmont, 1. hrabia Derby
- 1361–1399: Jan z Gandawy, 2. hrabia Derby
- 1399–1399: Henryk Bolingbroke, 3. hrabia Derby

Hrabiowie Derby 3. kreacji (parostwo Anglii)
- 1485–1504: Thomas Stanley (1. hrabia Derby)
- 1504–1521: Thomas Stanley (2. hrabia Derby)
- 1521–1572: Edward Stanley (3. hrabia Derby)
- 1572–1593: Henry Stanley
- 1593–1594: Ferdinando Stanley
- 1594–1642: William Stanley (6. hrabia Derby)
- 1642–1651: James Stanley (7. hrabia Derby)
- 1651–1672: Charles Stanley (8. hrabia Derby)
- 1672–1702: William Richard George Stanley, 9. hrabia Derby
- 1702–1736: James Stanley (10. hrabia Derby)
- 1736–1776: Edward Stanley (11. hrabia Derby)
- 1776–1834: Edward Smith-Stanley, 12. hrabia Derby
- 1834–1851: Edward Smith-Stanley, 13. hrabia Derby
- 1851–1869: Edward Geoffrey Smith-Stanley, 14. hrabia Derby
- 1869–1893: Edward Henry Stanley, 15. hrabia Derby
- 1893–1908: Frederick Arthur Stanley, 16. hrabia Derby
- 1908–1948: Edward George Villiers Stanley, 17. hrabia Derby
- 1948–1994: Edward John Stanley, 18. hrabia Derby
- 1994 -: Edward Richard William Stanley, 19. hrabia Derby

Następca 19. hrabiego Derby: Edward John Robin Stanley, lord Stanley